# Dorfkirche Linum

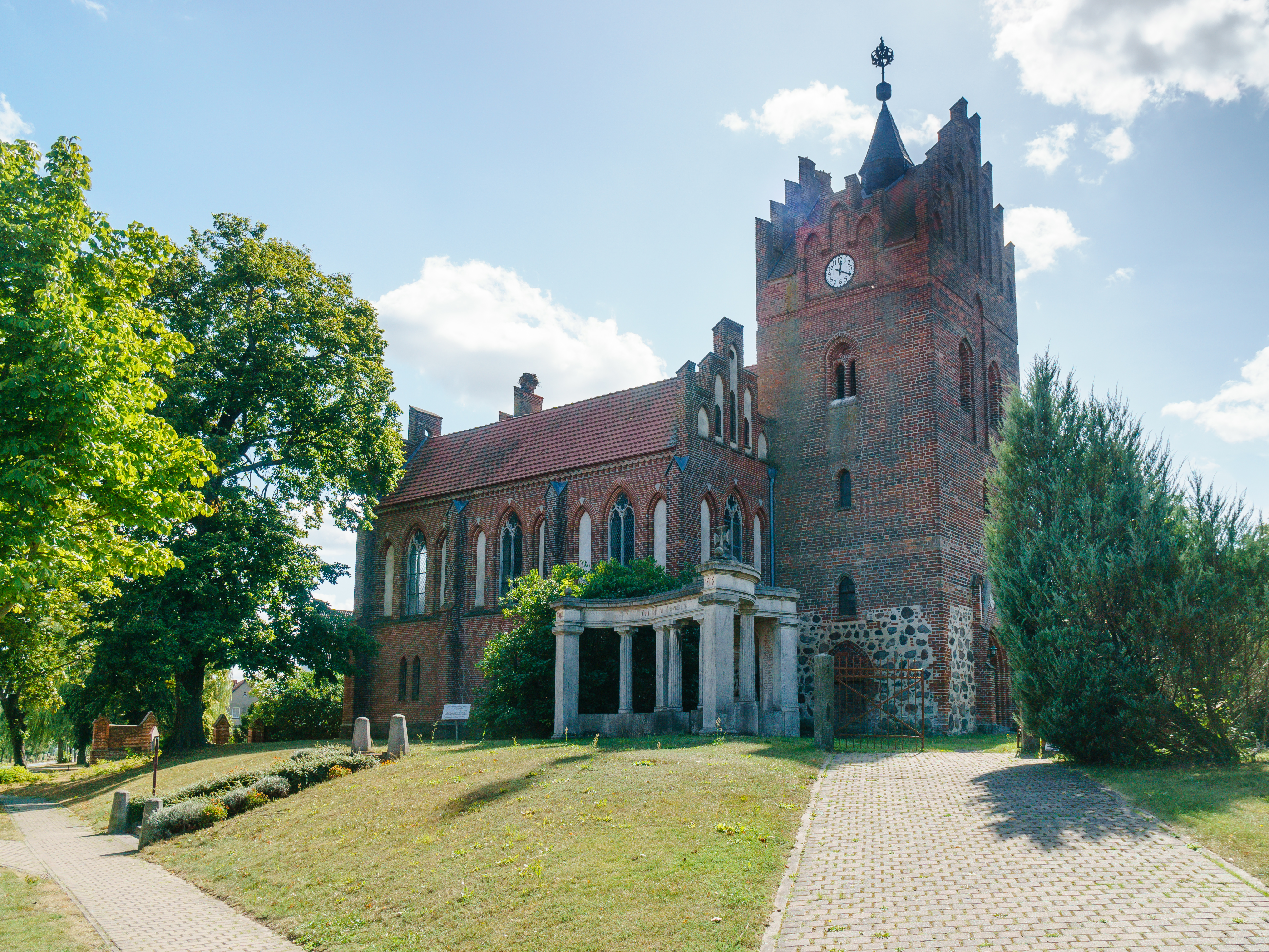
Dorfkirche in Linum

Die evangelische Dorfkirche Linum ist eine Hallenkirche in Linum, einem Ortsteil der Stadt Fehrbellin im brandenburgischen Landkreis Ostprignitz-Ruppin. Die Kirchengemeinde gehört dem Kirchenkreis Nauen-Rathenow der Evangelischen Kirche Berlin-Brandenburg-schlesische Oberlausitz an. Das Gebäude steht unter Denkmalschutz.

## Beschreibung

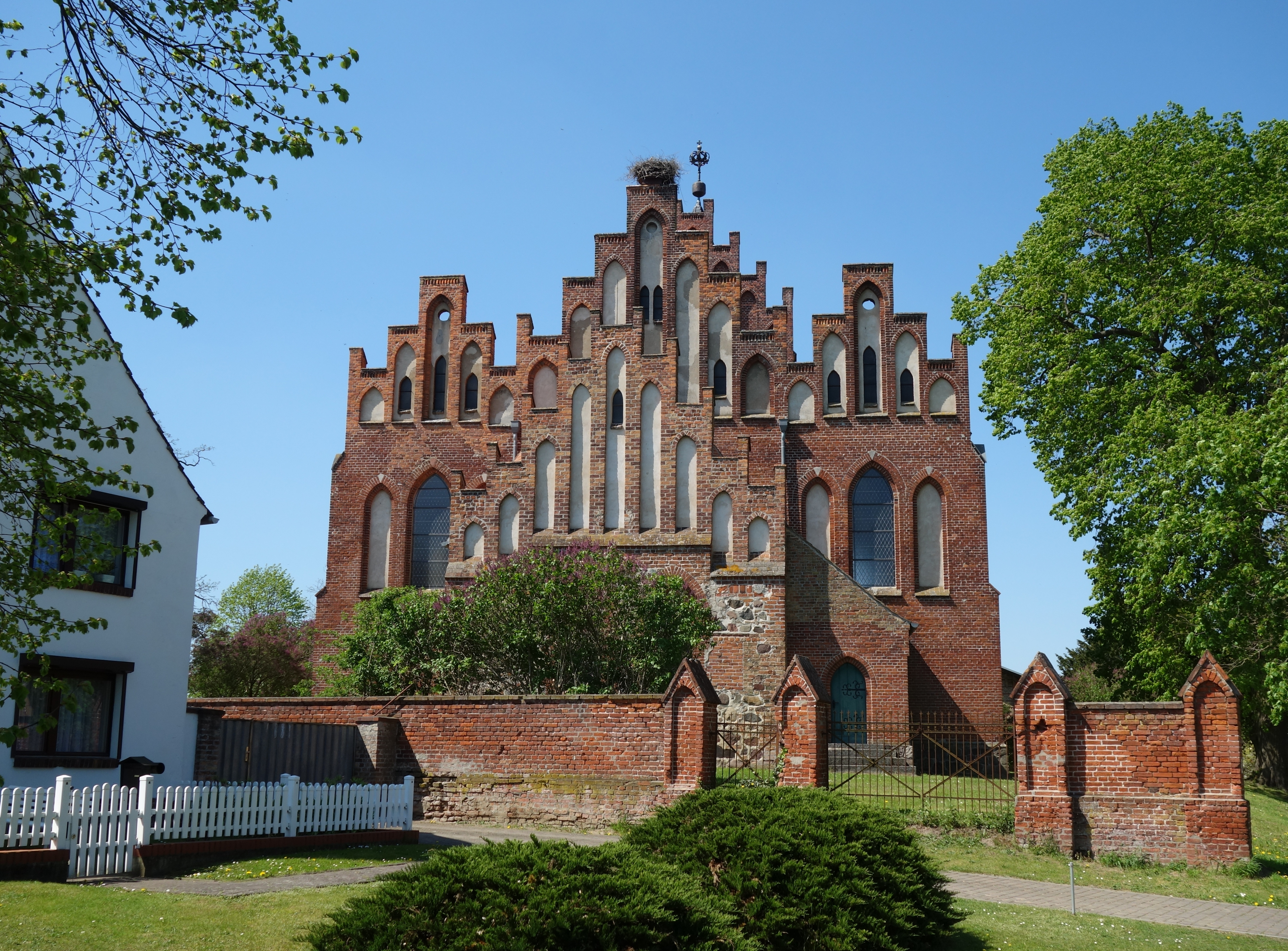
Ansicht von Osten

Die Kirche steht im Ortskern von Linum, südlich der Nauener Straße. Der Bau, der sich auf einer erhöhten Position befindet, wurde im Jahr 1868 – unter Einbezug des Turmunterbaus und des Rechteckchors eines spätgotischen Vorgängerbaus aus Feldsteinmauerwerk – in neugotischem Stil nach einem Entwurf des königlichen Baurats August von Glasenapp errichtet. Der Backsteinhallenbau, dessen Erscheinungsbild von hohen Staffelgiebeln geprägt ist, wurde nach Kriegszerstörungen 1954 wiederhergestellt, wobei die Dächer und die Holzdecke erneuert wurden. Die Orgel, die der Berliner Orgelbauer Albert Lang 1868 für die Kirche fertigte, wurde beschädigt und später abgebaut. Die Kirche ist dreischiffig und verfügt über einen kurzen Rechteckchor sowie einen Westturm. Die Turmkrone stammt aus dem Jahr 1711. Das Innere der Kirche wird von einer Flachdecke überspannt.
Gesondert unter Denkmalschutz stehen die drei Bronzeglocken der Kirche: Die erste Glocke wurde einem Eintrag in der Pfarrchronik zufolge im Jahr 1558 von Andreas Muldheuer gegossen, die zweite 1597 von Heinrich Borstelmann und die dritte 1605 von Merten Grunt.